# CESU-8
CESU-8 (kurz für Compatibility Encoding Scheme for UTF-16: 8-Bit) ist eine Variante von UTF-8, die im Unicode Technical Report #26 beschrieben wird. Der Codepoint wird zunächst in UTF-16 ausgedrückt, dann wird das Ergebnis in UTF-8 rekodiert, als wäre es UCS-2.

## Kodierung
CESU-8-kodierter Text entsteht, wenn bei der Kodierung nach UTF-8 eine etwaige UTF-16-Kodierung der Ausgangsdaten nicht berücksichtigt wird, sei es aus Unkenntnis oder weil der Programmcode noch aus der Zeit stammt, in der Unicode nur ein 16-Bit-Zeichensatz war.
Bei Zeichen aus dem Bereich der Basic Multilingual Plane (Zeichen bis Nummer 65.535) sind UTF-8 und CESU-8 identisch. Zeichen außerhalb der BMP werden durch die UTF-16-Kodierung durch jeweils zwei 16-Bit-Werte (aus dem für diese Zwecke reservierten Bereich von D800hex bis DFFFhex) repräsentiert. Werden diese beiden Werte nun einzeln in UTF-8 umgewandelt, entstehen daraus jeweils 3-Byte-Sequenzen aus dem Bereich ED A0 xx … ED BF xx, welche in normalem UTF-8 nicht vorkommen können. Ein korrekter UTF-8-Kodierer muss dagegen zuerst die UTF-16-Kodierung der Eingangsdaten erkennen und dekodieren (wobei Code-Werte >65535 auftreten können) und anschließend erst die UTF-8-Kodierung durchführen, wobei Werte >65535 in 4-Byte-Sequenzen kodiert werden, die mit F0hex bis F4hex beginnen.

## Verwendung
Da diese eigentlich „falsche UTF-8-Kodierung“ eine gewisse Verbreitung gefunden hat, wurde sie nachträglich durch das Unicode-Consortium genormt, allerdings unter dem neuen Namen CESU-8. CESU-8 wird ausdrücklich nicht als Datenaustauschformat empfohlen, sondern nur als internes Format, wenn eine Kompatibilität zu UTF-16 erforderlich ist.
CESU-8 wird z. B. von der Oracle-Datenbank-Software verwendet: Mit Version 8 wurde ein "UTF8" genannter Zeichensatz eingeführt, der aber in Wirklichkeit der CESU-8-Kodierung entspricht. Mit Version 9.0 wurde ein korrekter UTF-8-Zeichenatz eingeführt, der allerdings den Namen "AL32UTF8" erhielt, um die Kompatibilität zu vorhandenen, älteren Datenbanken zu bewahren.

## Beispiel
| U+0045 | U+0205 | U+0205 | U+10400 | U+10400 | U+10400 | U+10400 | U+10400 | U+10400 | U+10400 | U+10400 | U+10400 | U+10400 | U+10400 | U+10400 |      |
| UTF-8  | 45     | C8     | 85      | F0      | F0      | F0      | 90      | 90      | 90      | 90      | 90      | 90      | 80      | 80      | 80   |
| UTF-16 | 0045   | 0205   | 0205    | D801    | D801    | D801    | D801    | D801    | D801    | DC00    | DC00    | DC00    | DC00    | DC00    | DC00 |
| CESU-8 | 45     | C8     | 85      | ED      | ED      | A0      | A0      | 81      | 81      | ED      | ED      | B0      | B0      | 80      | 80   |

## Gleiches Beispiel mit Binärdarstellung
| Kodierung | Kodierung      | Hexadezimal | Binär                                   | Unicode code point                                         |
| --------- | -------------- | ----------- | --------------------------------------- | ---------------------------------------------------------- |
| UTF-8     | UTF-8          | 45          | 0100 0101                               | U+0045 (E, Lateinischer Großbuchstabe E)                   |
| UTF-16    | UTF-16         | 00 45       | 0000 0000 0100 0101                     | U+0045 (E, Lateinischer Großbuchstabe E)                   |
| CESU-8    | CESU-8         | 45          | 0100 0101                               | U+0045 (E, Lateinischer Großbuchstabe E)                   |
| UTF-8     | UTF-8          | C8 85       | 1100 1000 1000 0101                     | U+0205 (ȅ, Lateinischer Kleinbuchstabe E mit Doppelgravis) |
| UTF-16    | UTF-16         | 02 05       | 0000 0010 0000 0101                     | U+0205 (ȅ, Lateinischer Kleinbuchstabe E mit Doppelgravis) |
| CESU-8    | CESU-8         | C8 85       | 1100 1000 1000 0101                     | U+0205 (ȅ, Lateinischer Kleinbuchstabe E mit Doppelgravis) |
| UTF-8     | UTF-8          | F0 90 90 80 | 1111 0000 1001 0000 1001 0000 1000 0000 | U+10400 (𐐀, Deseret-Großbuchstabe langes I)                |
| UTF-16    | High-Surrogate | D8 01       | 1101 1000 0000 0001                     | U+10400 (𐐀, Deseret-Großbuchstabe langes I)                |
| UTF-16    | Low-Surrogate  | DC 00       | 1101 1100 0000 0000                     | U+10400 (𐐀, Deseret-Großbuchstabe langes I)                |
| CESU-8    | High           | ED A0 81    | 1110 1101 10 0000 1000 0001             | U+10400 (𐐀, Deseret-Großbuchstabe langes I)                |
| CESU-8    | Low            | ED B0 80    | 1110 1101 1011 0000 1000 0000           | U+10400 (𐐀, Deseret-Großbuchstabe langes I)                |

| Legende              | Legende                                                                               |
| -------------------- | ------------------------------------------------------------------------------------- |
| 0100 0101 etc.       | Datenbits                                                                             |
| 10000hex             | Größe der Ebene 0: Basic Multilingual Plane (wird für die UTF-16 Codierung abgezogen) |
| 110110               | UTF-16 High-Surrogate Kodierungsbits                                                  |
| 110111               | UTF-16 Low-Surrogate Kodierungsbits                                                   |
| 110, 1110, 11110, 10 | UTF-8 Kodierungsbits                                                                  |